# Psicología romántica

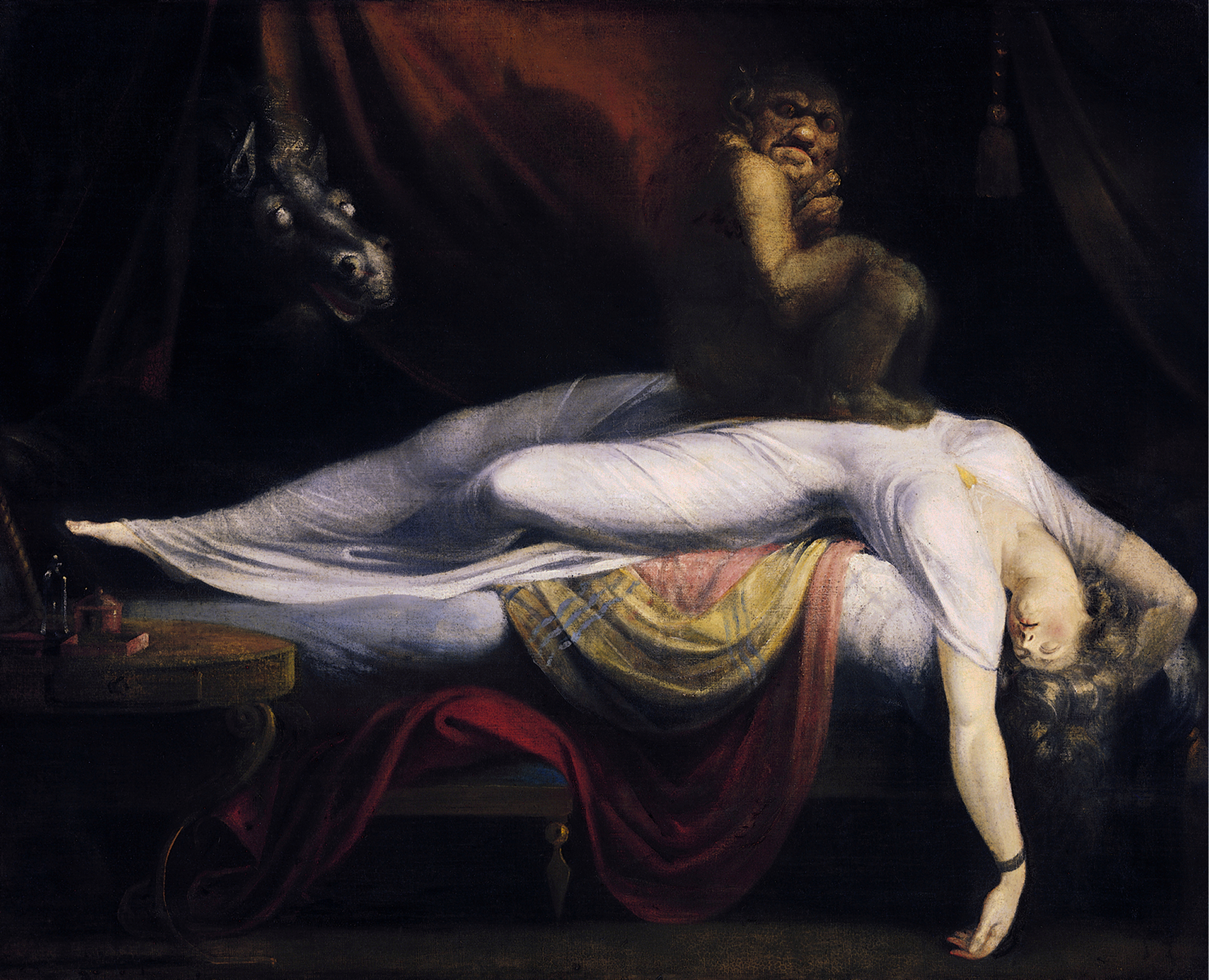
La Pesadilla, creada en 1781 por el pintor romántico Johann Heinrich Füssli, evoca la angustia del ensueño.

La psicología romántica es un movimiento intelectual de la primera mitad del siglo XIX procedente del romanticismo alemán y de la filosofía de la naturaleza, en conexión con las ciencias naturales, abarcando diversas concepciones de la mente centradas en la íntima relación entre la psique, las fuerzas de la naturaleza y el trasfondo cultural de las sociedades. Se desarrolla de manera privilegiada en los países de habla alemana y se caracteriza por la introducción de inquietudes filosóficas en las «ciencias del alma». Sus temas clave son los del dinamismo y la unidad de cuerpo y mente. La noción de inconsciente es fundamental, y es dentro de este movimiento que el inconsciente aparece por primera vez como un aspecto esencial de la mente.
En la perspectiva romántica, el buscador intenta penetrar, más allá de la naturaleza visible, los secretos del «fundamento» (Grund) de la naturaleza donde ve al mismo tiempo el fundamento de su propia alma. El éxtasis místico, la inspiración poética y artística y los sueños son temas importantes en el campo de investigación de la psicología romántica. Los conceptos asociados a él parecen estar en el origen de la psicología dinámica. Más discutida es la cuestión del papel de la psicología romántica en el surgimiento del psicoanálisis y la psicología analítica.

## Aspectos filosóficos
La psicología romántica no es tanto una aplicación de las tesis del romanticismo filosófico al campo de la psicología que un desarrollo particular de la filosofía romántica de la naturaleza. El credo de esta filosofía proclama la unidad del mundo y del hombre en una totalidad orgánica y cósmica, unidad que excluye todo dualismo. La naturaleza, y con ella el espíritu, se interpreta como un tejido vivo que debe ser descifrado a través de correspondencias analógicas. La relación Dios/naturaleza es idéntica a la relación alma/cuerpo, porque el alma es la Idea divina que vive como individuo en la naturaleza. Si allí aún no se ha desarrollado el concepto de inconsciente, se suponía que un «espíritu del mundo» (Weltgeist) invisible actuaba en las profundidades del mundo visible y del alma humana. Si bien podemos ver en Johann Herder al precursor de esta corriente de pensamiento, y en Goethe a su primer gran representante, fue Friedrich Schelling quien se convirtió en su figura central a finales del siglo XVIII y XIX.

### Schelling

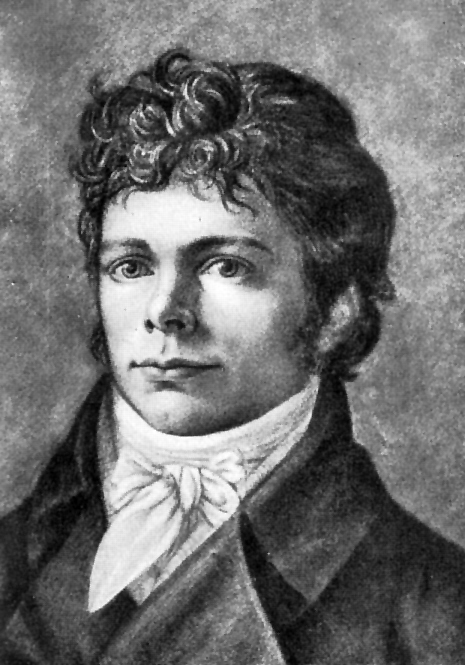
El joven Schelling hacia 1800, autor en 1798 de El alma del mundo.

El filósofo alemán Friedrich Wilhelm Joseph von Schelling es considerado uno de los tres principales exponentes del idealismo alemán, junto con Fichte y Hegel. Su sistema filosófico pretende comprender tanto la naturaleza como el mundo ideal producido por las acciones y la mente del hombre.

#### Filosofía de la naturaleza
Schelling es el fundador de una escuela filosófica romántica que él y sus seguidores denominaron Naturphilosophie (filosofía de la naturaleza), que incluía tanto a científicos como a filósofos. El punto de partida de su reflexión es la idea de la unidad indisoluble de la naturaleza y el espíritu humano dentro del Absoluto, el trasfondo espiritual invisible pero universal de la naturaleza. Este enfoque se resume en su famosa fórmula: «La Naturaleza es el Espíritu visible, el Espíritu es la Naturaleza invisible». El mundo entero, incluso en sus formas más materiales, es interpretado por él como un organismo vivo sujeto a un único principio espiritual, el «alma del mundo» (Weltseele) que, a través de su propio desenvolvimiento, y pasando por una serie de generaciones sucesivas produjeron la materia, luego la naturaleza propiamente dicha y finalmente la conciencia humana. El mundo material inorgánico, la naturaleza orgánica y los diversos reinos de la vida difieren sólo en su grado de perfección y obedecen fundamentalmente a las mismas leyes que son las leyes de la vida o del espíritu. El descubrimiento de las leyes que gobiernan uno de estos reinos puede, por tanto, revelar las que gobiernan los demás reinos, gracias al proceso de analogía. Expresada a menudo en forma de imágenes o metáforas, la analogía permite fundar una psicología a partir del examen de la naturaleza, así como desarrollar una ciencia de la naturaleza a partir de datos introspectivos que la mente humana descubre en su interior.

#### Concepto de inconsciente

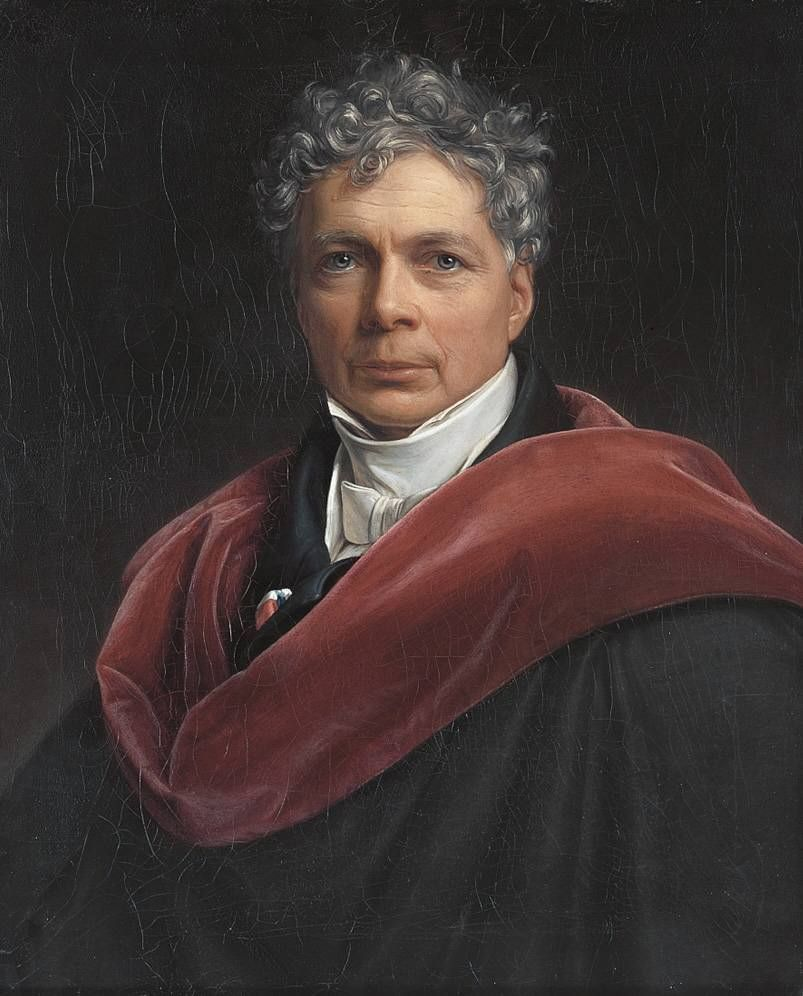
Retrato de Friedrich Wilhelm Joseph von Schelling, pintado en 1835.

Es en la filosofía de Schelling donde la noción de «inconsciente psíquico» se convierte por primera vez en una noción fundamental de la «ciencia del alma» (psicología), aunque la mayoría de las veces se aborda de forma implícita. El inconsciente ya no se reduce a recuerdos olvidados, como en San Agustín, ni a las «percepciones confusas» de Leibniz, sino que se relaciona con el fundamento último del espíritu humano que hunde sus raíces en la vida invisible del universo. Constituye, por tanto, el vínculo más profundo que une al hombre y la naturaleza. El «sentido interior» del hombre, o «sentido universal» (All-Sinn), aunque degradado después de su Caída, todavía le permite comprender directamente el universo, particularmente en el fenómeno de los sueños, así como en las manifestaciones de la mente similares a la locura, como el éxtasis místico, la inspiración poética y artística, el sonambulismo «magnético», etc.

#### Locura y fuerza interior
Para Schelling, la locura constituye la esencia más profunda del espíritu humano, su «fondo obscuro»; sólo se vuelve insalubre cuando ya no está enterrada o interiorizada. La comprensión humana no es en sí misma más que una locura regulada, dominada o superada. Es la forma estructurada de la locura, que constituye por tanto su contenido sensible. Schelling declara en este sentido que «los hombres que no tienen locura en sí son hombres de entendimiento vacío y estéril». Contrariamente al enfoque racionalista, no propone entender la locura desde la razón, como alienación mental, sino la razón misma desde la locura, como «sinrazón superada». Condición esencial de la vida del espíritu, la locura ya no se interpreta como una enfermedad declarada e invasiva sino, por el contrario, como una fuerza interior que el entendimiento tiene la función de mantener en estado «germinal» e «inaccesible».

### Schubert

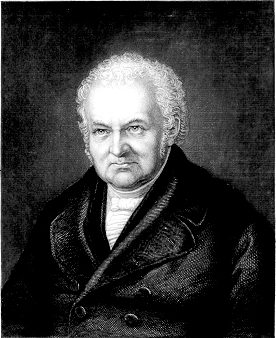
Gotthilf Heinrich von Schubert.

Gotthilf Heinrich von Schubert, alumno de Schelling y Johann Ritter en la Universidad de Jena, fue un médico apasionado por la literatura romántica y la mineralogía. Desarrolla una visión muy poética de la naturaleza y del alma humana, presentando sorprendentes similitudes con ciertos conceptos de Freud y Jung. En una obra publicada en 1814 y titulada El simbolismo de los sueños, desarrolló una metafísica de los sueños y de los estados de inconsciencia, capaz según él de proporcionarnos un conocimiento más universal y profundo que el del intelecto.
A través de sus investigaciones basadas en el principio de analogía, Schubert cree haber descubierto que los sueños, la poesía, la religión y el mito tienen en común un lenguaje universal e innato, que tiene su origen en los «lados nocturnos» de nuestro ser que ya llama «inconsciente». Cuando un hombre se queda dormido, su mente comienza a pensar en lenguaje pictórico, mientras que cuando está despierto utiliza el lenguaje verbal. Este lenguaje es «jeroglífico» en el sentido de que puede condensar varias imágenes o ideas en una sola representación, constituyendo así una «especie de álgebra superior» de carácter poético. A menudo en contradicción con las aspiraciones del hombre despierto, el lenguaje de los sueños revela la ambigüedad de las diversas manifestaciones del alma humana, ambigüedad que Schubert explica mediante el mito de la caída original. Después de esta caída, la armonía original entre el hombre y la naturaleza habría desaparecido y el Universo le resultaría indescifrable.
Schubert intenta dar una base científica a sus descubrimientos apelando a la fisiología romántica, según la cual el hombre se orienta a veces hacia la vida consciente a través de su cerebro, a veces hacia una existencia inconsciente a través de su sistema ganglionar. Si bien los estados de inconsciencia pueden considerarse como los vestigios sublimes de la unidad primitiva entre el alma humana y el alma del mundo, se convierten —por el desencadenamiento de los deseos sensuales que despiertan o por sus excesos— en la «parte vergonzosa» de nuestra naturaleza. Por tanto, ya no se trata de estar atentos a los mensajes del alma que nos llegan en estados de inconsciencia, sino de combatir todo lo que se opone al amor divino mediante un acto consciente de piedad y humildad.
En su Historia del alma, publicada en 1830, von Schubert asignó a la psicología la tarea de describir «el viaje del alma, primero a través de la multiplicidad de envolturas corporales, luego en la naturaleza humana donde adquiere su especificidad y accede a Dios». Según él, el alma tiene una doble actividad: se presenta como fuerza vital vegetativa que asegura la formación y el mantenimiento del organismo, y como alma consciente en la actividad sensorial y en los movimientos voluntarios. Tiene una fuerza creativa idéntica a la del alma del mundo. Sin embargo, mientras que el alma produce al hombre vegetativo y sensorial, es el espíritu el que crea al hombre eterno, que se eleva hacia Dios. Este es el principio y el fin de todas las cosas. El acceso a lo divino constituye, por tanto, la vocación última o el objetivo supremo de la psicología.

### Troxler

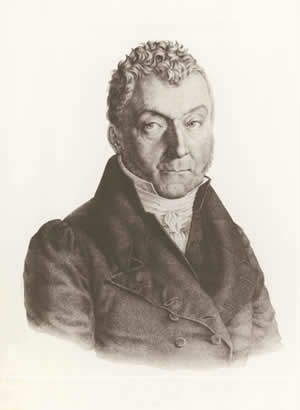
Retrato del naturalista romántico Ignaz Troxler, fechado en 1830.

Médico y naturalista romántico, Ignaz Paul Vital Troxler fue discípulo y amigo de Schelling, a quien tuvo como profesor en la Universidad de Jena. Según él, la modernidad había cavado un abismo terrible entre el hombre y la naturaleza, polos que es necesario volver a unir. Se opone a la «sequedad» de los métodos modernos de conocimiento científico y filosófico, que nos lleva a considerar a la naturaleza como nada más que un desperdicio (Abfall) proveniente del hombre, un pensamiento intuitivo donde el corazón y la mente se unen, y que reintegra la naturaleza viva. Esta «conciencia original», situada en la raíz misma del árbol del conocimiento, es innata en el hombre, pero sólo puede actualizarse desplegándose en una práctica «filosófica» (camino de la sabiduría). Sólo siguiendo este camino de sabiduría —que Troxler llama «antroposofía trascendental»— podremos restaurar la unidad del hombre y la naturaleza. Esta antroposofía se basa en una «biosofía» (sabiduría de la vida) y una teosofía que juntas constituyen una forma superior y «trascendental» de psicología.
Según Troxler, el verdadero objetivo de la metafísica es descubrir el camino por el cual la mente toma conciencia de las realidades espirituales superiores que constituyen su esencia. Su «metafísica del sueño y de la vigilia» revela, contra la teología convencional, que el sueño no es una maldición divina sino un fenómeno natural esencial de la vida del espíritu. La luz del conocimiento no surge exclusivamente durante la vigilia, como pretende la filosofía racionalista, aceptando así sólo un conocimiento unidimensional, sino que también surge durante el dormir a través del sueño, donde se convierte en inmersión de Dios en las profundidades oscuras del hombre, y revelación de su naturaleza profunda. Para ilustrar la oposición entre estos dos modos de conocimiento, Troxler utiliza la metáfora del árbol de la vida que, durante el sueño, hunde sus raíces en el suelo húmedo y oscuro (conocimiento infrasensible o preconsciente), mientras que al despertar extiende sus ramas y hojas bajo la bóveda celeste, exponiéndolos así a los rayos del sol (conocimiento intelectual).

## Tema del inconsciente
La noción de inconsciente está históricamente ligada al desarrollo de la filosofía de la naturaleza, o Naturphilosophie, a principios del siglo XIX. La Naturphilosophie se basa en la idea de un organismo unitario que subyace a cada ser individual y que constituye la unidad profunda e inconsciente del mundo (se identifica entonces con Dios o el Absoluto). Esta idea, lanzada por Schelling y los primeros naturfilósofos, es desarrollada por Carus, Fechner y Hartmann. El sueño es interpretado por ellos como un retorno parcial y provisional del individuo consciente a la esfera universal del inconsciente.

### Carus

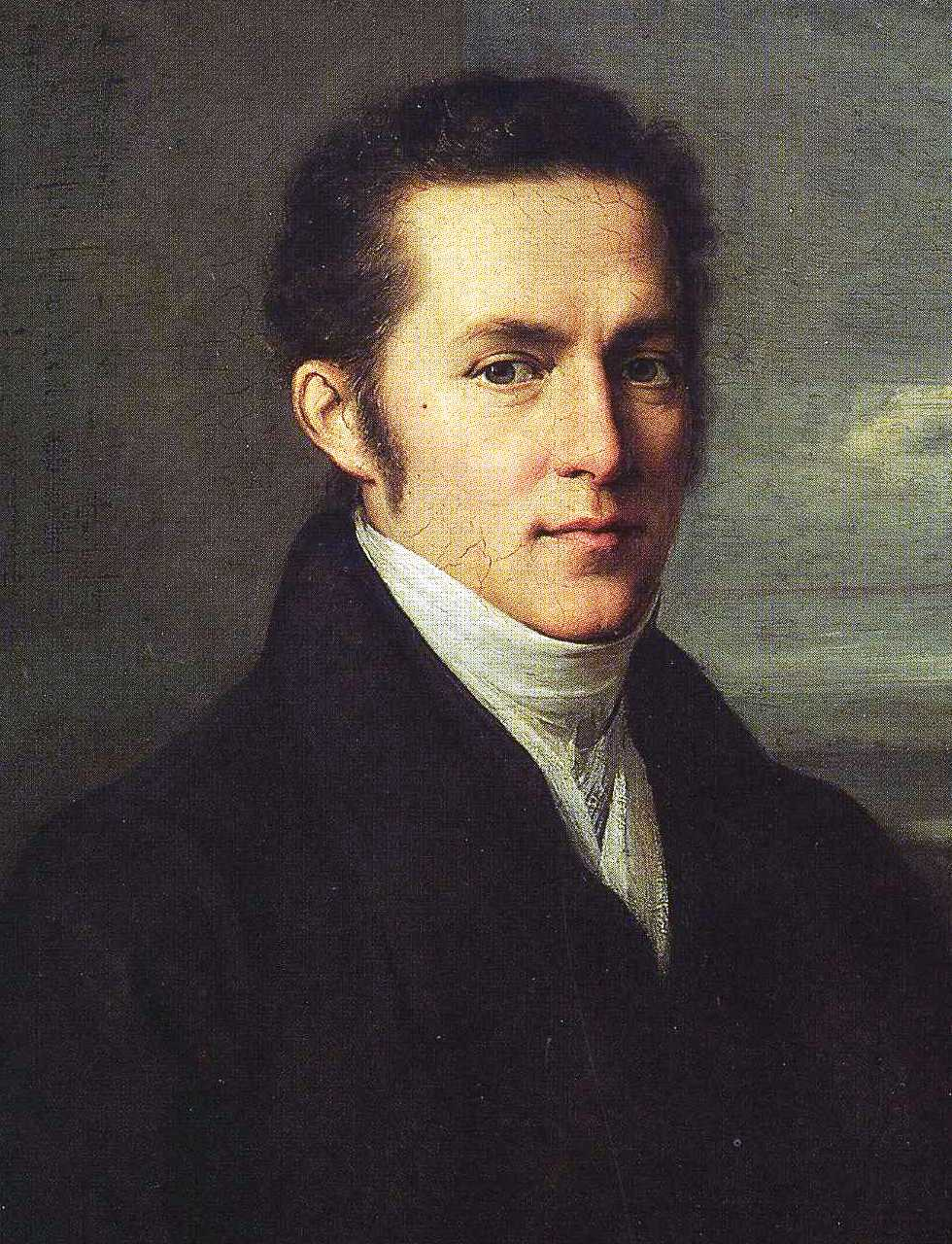
Carl Gustav Carus durante su época romántica, según Johann Carl Rössler.

Carl Gustav Carus, médico, naturalista y pintor romántico, es conocido en el campo científico principalmente por sus investigaciones sobre la psicología y la fisonomía animal. Su principal publicación, Psyché, constituye uno de los primeros intentos de construir una teoría de la vida psicológica inconsciente, generalizada a todos los aspectos de la vida psíquica y orgánica. La obra comienza afirmando la posibilidad del hombre de encontrar el hecho primordial del inconsciente en su propia conciencia:
 «La clave para el conocimiento de la naturaleza de la vida consciente del alma debe buscarse en el reino del inconsciente. De ahí la dificultad, si no la imposibilidad, de comprender plenamente el secreto del alma. Si fuera absolutamente imposible encontrar lo inconsciente en lo consciente, el hombre sólo tendría que desesperar de poder alcanzar alguna vez el conocimiento de su alma, es decir, el conocimiento de sí mismo. Pero si esta imposibilidad es sólo aparente, entonces la primera tarea de una ciencia del alma será establecer cómo el espíritu del hombre puede descender a estas profundidades».
Carus asigna así a la psicología («ciencia del alma») el papel de explorar la esencia inconsciente de la mente, enterrada en lo más profundo de ella. Esta ciencia particular debe comenzar por descubrir los efectos del inconsciente sobre la vida consciente de los individuos, sin limitar por ello su investigación a la de la mente humana, para luego inferir las leyes que gobiernan el inconsciente. El sueño se convierte en un lugar privilegiado de exploración del inconsciente para la psicología porque el individuo lo encuentra allí periódicamente durante el sueño.
En la historia del desarrollo humano —desde el período preembrionario hasta la edad adulta— la conciencia aparece gradualmente, pero según Carus siempre permanece bajo la influencia del inconsciente. Este ejerce su actividad sobre todo el organismo, no sólo en el elemento psicológico, sino también en el desarrollo fisiológico, el crecimiento y el funcionamiento de los órganos.
Según Carus, se puede distinguir tres estratos en el inconsciente:
1. «El inconsciente general absoluto», siempre y totalmente inaccesible a nuestra conciencia;
2. «El inconsciente absoluto parcial», que involucra los procesos de formación, crecimiento y actividad de nuestros órganos, y que ejerce una influencia directa en nuestra vida emocional;
3. «El inconsciente relativo» o «secundario», que incluye la totalidad de los sentimientos, percepciones y representaciones que han tenido en cualquier momento de nuestra existencia.

Carus también atribuye al inconsciente las siguientes características:
- está vuelto hacia el futuro y hacia el pasado, pero ignora el presente;
- es incansable: no necesita periodos de descanso como nuestra vida consciente, que necesita descansar y reponer fuerzas, cosa que hace precisamente sumergiéndose en el inconsciente;
- está fundamentalmente sano y no conoce la enfermedad, en él reside el «poder curativo de la naturaleza»;
- obedece sus propias leyes ineludibles y no tiene libertad;
- está dotado de una sabiduría innata: ignora el ensayo, el error y el aprendizaje;
- nos conecta con el resto del mundo y, en particular, con nuestros semejantes, aunque este vínculo es, por definición, inconsciente.

Este último punto es fundamental ya que establece que el inconsciente de cada hombre está en relación con el de todos los hombres, principio que inspirará a Carl Gustav Jung medio siglo después para desarrollar su concepto de «inconsciente colectivo».

### Fechner

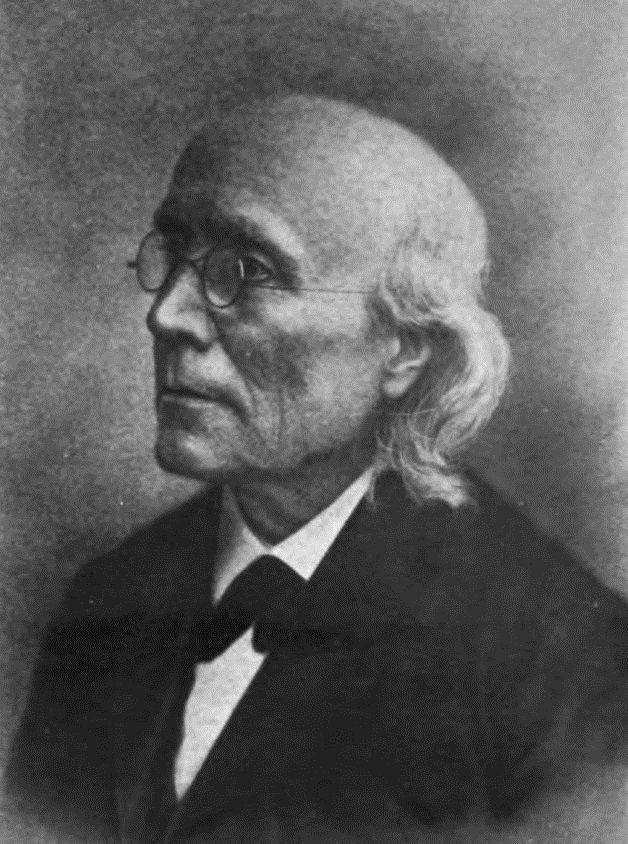
Retrato fotográfico de Gustav Theodor Fechner, fundador de lapsicofísica y precursor de la psicología experimental.

Cuando Gustav Fechner, psicólogo y fundador de la psicofísica, publicó a mediados del siglo XIX sus dos principales obras de filosofía, Nanna, o la vida psíquica de las plantas en 1848 y, en 1851, Zend Avesta, o sobre las cosas del cielo y más allá, consideradas desde el punto de vista de la observación de la naturaleza. El gusto por la filosofía de la naturaleza casi ha desaparecido de Alemania. Sin embargo, Fechner retoma los temas principales: las plantas tienen un espíritu, la tierra tiene un «alma universal» de la que forman parte todas las criaturas terrestres, las estrellas son como ángeles del cielo y sus espíritus pertenecen a Dios como el nuestro pertenece al espíritu de la tierra. Pero esta imagen romántica del mundo no tiene en absoluto la estructura dialéctica de las filosofías de la naturaleza de principios de siglo; proviene más bien de la tradición spinozista donde la idea de producción de «almas inferiores» por el «alma superior» que las contiene se aplica tanto a la relación entre pensamientos y alma como entre almas individuales y el alma de la Tierra.
Fechner defiende también una concepción monopsiquista de la mente y del Universo en la que la noción de inconsciente es fundamental. Según él, en realidad sólo existe una conciencia, la de Dios entendida como la totalidad de lo que existe: cada conciencia, aparentemente distinta, se caracteriza por un umbral por encima del cual sólo emerge una porción limitada de la conciencia divina. Por debajo de este umbral, la vida del espíritu escapa a la conciencia individual y, en este sentido, se vuelve inconsciente. Cuanto más bajo sea este umbral, mayor será el nivel de conciencia de un individuo. En Dios ya no existe un umbral de conciencia y la conciencia es total.  Para Fechner, como para Carus, el inconsciente psíquico de los individuos remite a la unidad psíquica absoluta del mundo («Dios»).
La psicofísica de Fechner pretende justificar científica y experimentalmente este punto de vista demostrando que un fenómeno psicológico sólo es consciente si la actividad física (cerebral y conductual) que le corresponde se sitúa por encima de un cierto umbral característico de ese fenómeno; cuando la actividad cerebral disminuye hasta caer por debajo del umbral en cuestión, entonces el fenómeno en cuestión se vuelve inconsciente. Todas las dificultades ligadas a la noción misma de inconsciente desaparecen así en una explicación que sólo implica una variable: la actividad psíquica.

### Hartmann

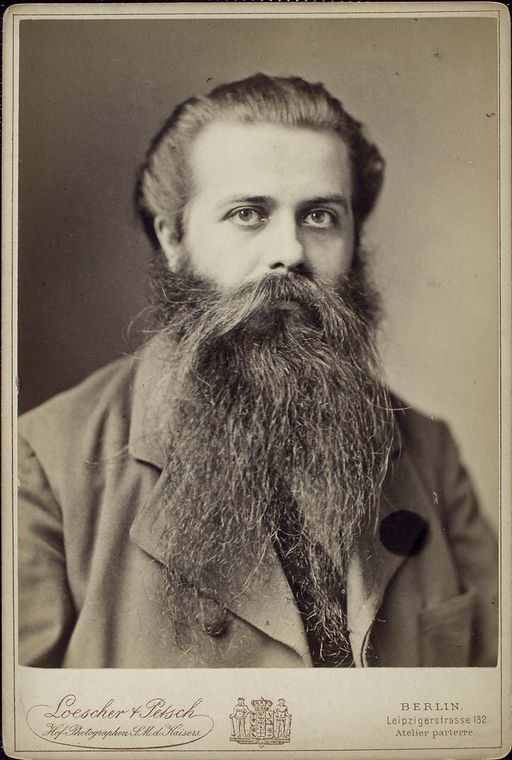
Eduard von Hartmann en 1885, cuyo trabajo fue entonces muy discutido en Alemania y Francia.

La primera edición de la Filosofía del Inconsciente de Eduard von Hartmann, publicada en 1869, se hizo famoso por haber desarrollado una concepción del mundo basada en un único principio, tanto metafísico como psicológico: el «Inconsciente». Según von Hartmann, la realidad primaria del mundo físico y orgánico es del mismo orden y de la misma esencia que la mente. Hay una psique consciente y una psique orgánica o inconsciente que es a la vez más fundamental y más universal que la conciencia, que determina principalmente la vida orgánica e instintiva. El Inconsciente es en sí mismo un principio inteligente que anima toda la naturaleza, a través de fuerzas que actúan en lo profundo de la materia y a escala del Universo. Se distingue de la conciencia no por su naturaleza, sino por su estructura que une indisolublemente voluntad e inteligencia.
El inconsciente se convierte así, para von Hartmann, en una magnitud metafísica cuyo análisis se extiende desde la sensación hasta las «fuerzas superiores» que gobiernan el alma universal, así como las «fuerzas fundamentales» que animan los átomos. Por tanto, de ninguna manera constituye un grado inferior de vida consciente; es, por el contrario, la expresión de una fuerza vital superior dotada de finalidad. Hartmann postula una vida inconsciente transindividual que lo abarca todo, con centros o concentraciones de energía que difieren sólo en la estructuración de sus formas.
La filosofía del Inconsciente desarrollada por Hartmann en su obra homónima autoriza la constitución de una psicología introspectiva concebida como vía privilegiada de acceso a la esencia de la realidad:
 «[L]os fenómenos objetivos y materiales, como los procesos internos de la conciencia, son sólo las dos manifestaciones opuestas e indisolublemente correlativas de un mismo ser, que es siempre más accesible a nuestra mirada desde dentro que desde fuera. En el primer caso tenemos al menos un conocimiento inmediato de él, mientras que en el segundo sólo alcanzamos el fenómeno objetivo a través del fenómeno subjetivo.
Debido a que la conciencia no es diferente por naturaleza del ser inconsciente del mundo, el conocimiento psicológico de este ser es posible, aunque por este medio sólo nos sea accesible su contenido ideal (la «idea» o la «representación»). La voluntad inconsciente, en cambio, sigue siendo inaccesible a la introspección y sólo puede inferirse laboriosamente a partir de la observación del mundo.

## Psiquiatría romántica
La psiquiatría romántica es una escuela de pensamiento que reúne a varios médicos de la primera mitad del siglo XIX en torno a algunas tesis comunes inspiradas en las ideas de los filósofos románticos. Se les considera precursores de la psicodinámica de la que surgió en parte el psicoanálisis. Todos ellos insistían en la necesidad de considerar cada caso individual como una entidad clínica específica y única y, por lo tanto, desconfían de las clasificaciones psiquiátricas. También creen que las causas psicológicas inconscientes son suficientes para provocar graves trastornos mentales. Terapéuticamente, creen en la eficacia de la psicoterapia sobre las enfermedades mentales y en la necesidad de descubrir sus causas específicamente psicológicas (la mayoría de las veces inconscientes). Mesmer, con su teoría del magnetismo animal, es reconocido como un controvertido precursor de esta escuela, ya que llamó la atención sobre el papel de la psique en la curación de ciertas enfermedades y dio un aparente respaldo científico a la idea de la unidad entre la naturaleza, considerada en una escala cósmica y espíritu.

### «Magnetismo animal» y «mesmerismo»

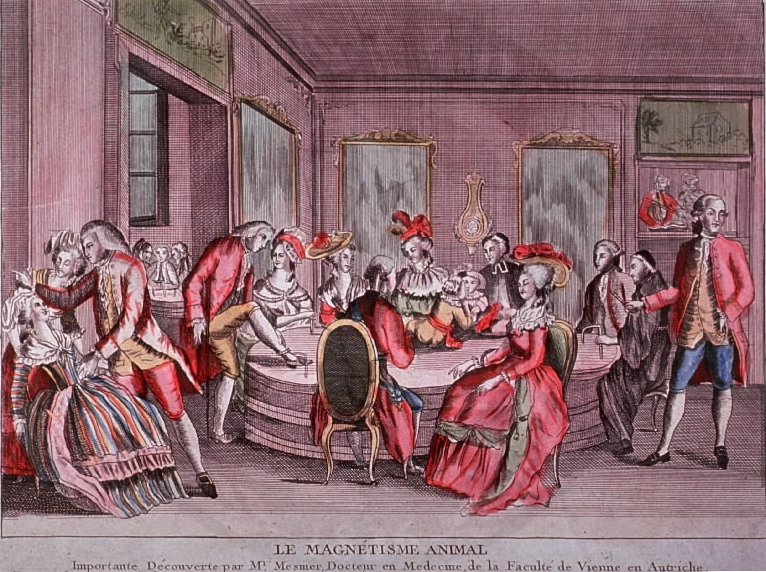
Grabado que representa una «bañera», una especie de terapia de grupo basada en los supuestos efectos del magnetismo animal.

La noción de «magnetismo animal» forma parte del movimiento de evolución de las ciencias físicas y naturales en el siglo XVIII, cuyos descubrimientos dieron lugar a nuevas preguntas y nuevas teorías para responderlas. El magnetismo animal se presenta como una de las teorías físicas que intentan explicar los mecanismos de la naturaleza, como la gravitación universal o la electricidad. Su nombre proviene de la idea de que los cuerpos de los hombres y de los animales producen efectos de magnetización que revelan la existencia de un magnetismo análogo al magnetismo terrestre, pero específico del reino animal. Esta idea fue apoyada y defendida por primera vez por Franz Anton Mesmer, por lo que la teoría del magnetismo también se llama «mesmerismo». La formulación sucinta más conocida del mesmerismo es la siguiente: «Es probable, y existen sólidas razones a priori, que estemos dotados de un sentido interno que se relaciona con el conjunto del universo entero».
Fue en 1766 cuando Mesmer presentó por primera vez su teoría en una tesis sobre medicina y astrología titulada Dissertatio physico-medica de planetarum influxu (‘Disertación físico-médica sobre la influencia de los planetas’). Pero no fue hasta 1773 que Mesmer empezó a utilizar el término «magnetismo animal», que distingue del fluido magnético mineral. A partir de 1779, con su Memoria sobre el descubrimiento del magnetismo animal, esta noción acabó designando la teoría unitaria que permite describir el entrelazamiento del hombre y el universo postulando la existencia de un fluido físico sutil que llena el universo. Este fluido serviría de intermediario entre todos los hombres, la Tierra y los cuerpos celestes, así como entre los propios hombres. Según Mesmer, la enfermedad estaba causada por una mala distribución del fluido en el cuerpo humano. Creía que la curación consistía en restablecer el equilibrio perdido canalizando, almacenando o transmitiendo este fluido a otras personas, provocando así «crisis de magnetismo» en ellas.
Después de ejercer en Alemania, Mesmer abrió una consulta en París donde trataba a los pacientes en grupos mediante la aplicación de imanes y luego con simples «pases magnéticos» consistente en transmitir directamente el fluido. La terapia de grupo consiste entonces en reunir a los pacientes en torno a un «bañera» formando una cadena al atarlos a una cuerda y sujetar varillas metálicas sumergidas en agua. Rápidamente desacreditadas en Francia, esta práctica y las teorías de Mesmer despertaron un gran interés en Alemania entre los pensadores románticos y los filósofos naturales (Naturphilosophen). Para el filósofo Friedrich Schelling, que al igual que Mesmer afirmó la unidad de la naturaleza y el espíritu, el descubrimiento del magnetismo, como el de la electricidad, sugería la idea de una presencia oculta pero extendida en todo el mundo. Schubert, psicólogo y discípulo de Schelling, ve en el magnetismo animal la «cara oculta nocturna de las ciencias naturales». Siguiendo sus pasos, psiquiatras o psicólogos como Reil, Heinroth o Ideler, se interesaron por la sugestión —en la que de hecho se basaron los éxitos de Mesmer— y su eficacia para curar enfermedades mentales. Harán hincapié en el papel específico de la psique en la terapia.

### Psicólogos y clínicos románticos

#### Reil

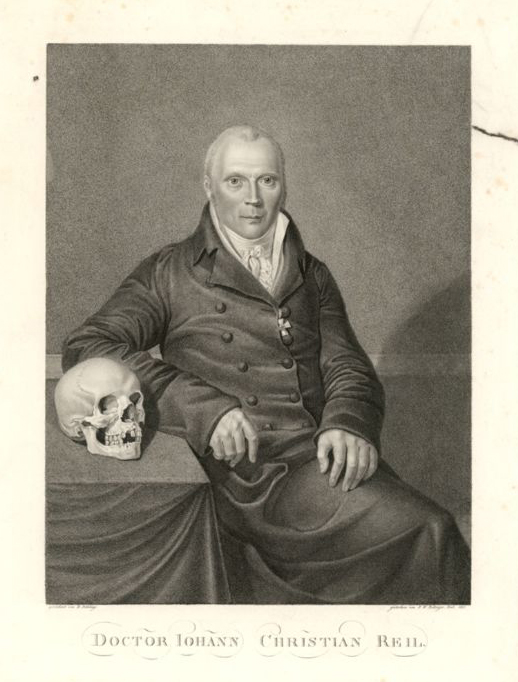
Para Johann Christian Reil, representado aquí en 1811, el tratamiento de las enfermedades mentales implicaba el desarrollo de métodos psicoterapéuticos.

Considerado por algunos historiadores de la psicología como el fundador de la psiquiatría en Alemania, Johann Christian Reil fue uno de los médicos más eminentes de su tiempo. En una obra publicada en 1803 bajo el título muy romántico de «Rapsodias sobre la aplicación de métodos de tratamiento psíquico a las desorganizaciones de la mente»,Reil plantea todo un programa de tratamiento de las enfermedades mentales basado en una teoría de la personalidad inspirada en la filosofía de la naturaleza, y que implica tanto a la psicología como a la fisiología cerebral. Reil está particularmente interesado en la anatomía del cerebro. Para él existía una íntima relación entre el cuerpo y la mente, y el tratamiento de las enfermedades somáticas también formaba parte de una cura psicológica. Sin embargo, quería que la psicología no fuera sólo «normativo» (o prescriptiva), y que abarcara todo el dominio del conocimiento capaz de servir a la comprensión de las disfunciones de la mente. Creía que las enfermedades mentales podían tratarse desarrollando terapias específicamente psicológicas, en adelante denominadas «psicoterapias», basadas en particular en el tratamiento moral de Pinel, las distracciones, la musicoterapia, la terapia teatral, los ejercicios físicos y la terapia artística. Descubrió la importancia de la sexualidad como desencadenante de determinadas enfermedades mentales. Consideraba que el estado de necesidad sexual puede agravar ciertos estados de excitación y de ansiedad e incluso prevé la apertura de burdeles en el seno de establecimientos psiquiátricos.

#### Heinroth

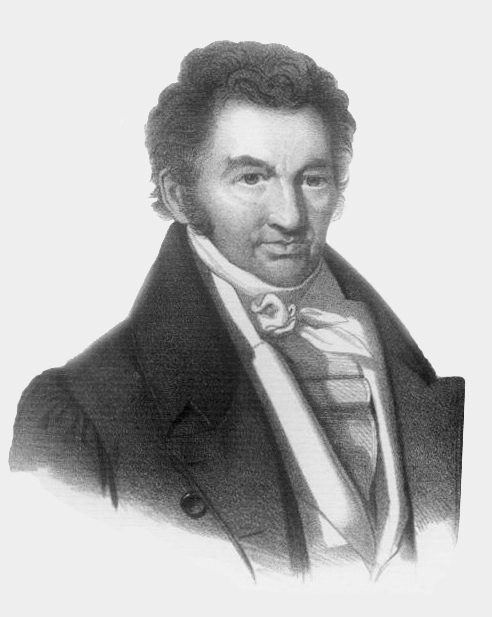
Johann Christian August Heinroth en la década de 1810.

Johann Christian August Heinroth fue un médico y psicólogo alemán muy influido por las concepciones vitalistas de Georg Stahl y por elluteranismo alemán. Hoy en día se le conoce y critica principalmente por proclamar que el pecado era la causa principal de las enfermedades mentales. En realidad, su noción de pecado remite más al sentimiento de culpa que a una realidad de falta moral. En su Manual de 1818, Heinroth defiende la psicogénesis «moral» de la enfermedad mental. Interpreta la enfermedad según una visión a la vez romántica, cristiana y vitalista, donde corresponde a una alteración de «fuerzas de la vida». La enfermedad ocurre cuando el sujeto se siente culpable, en estado de pecado. Por el contrario, la salud se mantiene gracias a una «buena conciencia moral». Si las personas se dejan llevar por el torbellino del mundo, nunca encontrarán satisfacción y tranquilidad y se hundirán en la enfermedad. El tratamiento del paciente, de inspiración esencialmente religiosa, consistía en devolverle al buen camino, el de la virtud y al abandono de sus supuestas malas inclinaciones.
A Heinroth le debemos la introducción de la noción de conciencia moral en psicología. Según él, esta conciencia culpable no tiene su origen ni en el mundo exterior ni en el ego, sino en un «sobre nosotros» (Über-uns), que parece identificar con la razón y que le traza un camino hacia Dios.
Esta teoría fue muy criticada en tiempos de Heinroth, sobre todo por Caspar David Friedrich y Friedrich Jacobi, no tanto por su carácter religioso como por las terapias psíquicas que implicaba, en contradicción con lo prescrito por la escuela «somatista», de inspiración más materialista.

#### Ideler

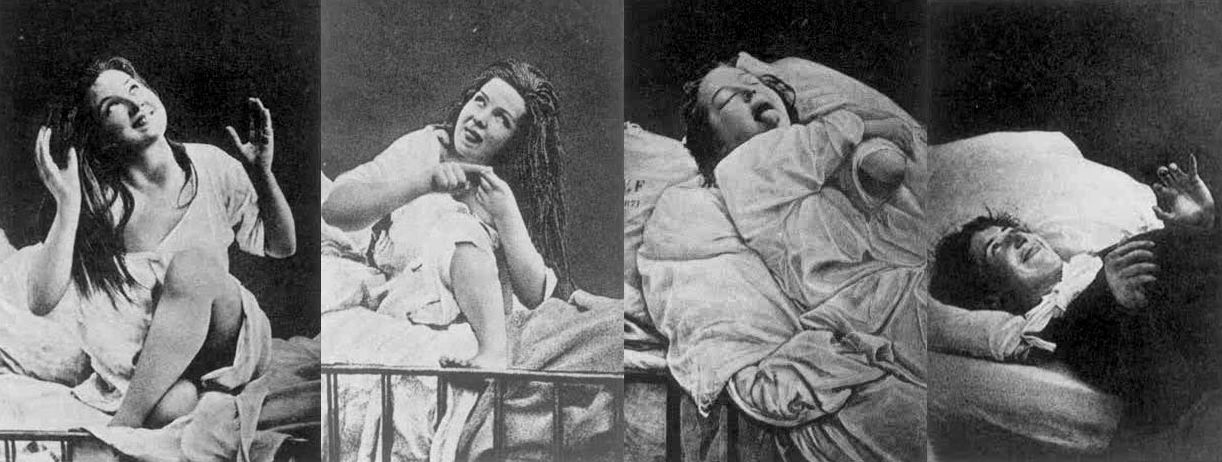
Karl Ideler veía los ataques histéricos como una lucha del alma contra sus propios impulsos sexuales.

El psiquiatra alemán Karl Wilhelm Ideler desarrolló las enseñanzas de Stahl y Langermann sobre la importancia fundamental de las pasiones como causa de las enfermedades mentales. Su obra principal apareció en 1848 bajo el título Der Wahnsinn (‘La locura’). En ella defiende el punto de vista de la escuela «psiquista», es decir, el de un origen psicológico exclusivo de la enfermedad mental (psicogénesis radical), sin unirse por ello a la posición religiosa y moralista de Heinroth. Considera que la sensibilidad es el principio activo que domina todas las demás funciones de la actividad psíquica. Las diversas inclinaciones o tendencias de esta sensibilidad deben ser satisfechas, pero de manera controlada y armoniosa. Es el equilibrio de estas «fuerzas afectivas» lo que resulta en salud mental. Cuando una de estas inclinaciones domina y obstaculiza a las demás, se convierte en una «pasión» que, si escapa a todo control, conduce a un estado patológico. Ante los excesos de esta «pasión enferma», la mente ya no puede ejercer correctamente su actividad inhibidora y pierde el control de sus propios afectos.
Según Ideler, todas las tendencias afectivas pueden provocar pasión morbosa, por lo que existen tantas formas de locura como tendencias fundamentales. En esta diversidad de inclinaciones se basa la clasificación nosográfica de Ideler. Él, al igual que Reil, concede gran importancia a los impulsos sexuales insatisfechos a la hora de explicar determinados trastornos psicológicos. Las crisis histéricas, por ejemplo, no son para él más que una lucha del alma contra sus propias inclinaciones sexuales.

#### Neumann
Henrich Wilhelm Neumann fue uno de los últimos representantes del enfoque romántico de la psiquiatría. Su Manual de psiquiatría, publicado en 1859, estableció un sistema original de psicología médica. No concede lugar al azar en la vida mental, pero no concibe la vida como un proceso mecánico. Lo describe más bien como un proceso dinámico ininterrumpido de autodestrucción y autorreconstrucción que involucra fuerzas específicas de los seres vivos. Destaca las relaciones entre las pulsiones y ansiedad: «La pulsión que no logra satisfacerse se convierte en ansiedad». Añade que la ansiedad sólo aparece si determinadas funciones vitales se ven amenazadas y si la amenaza llega a la conciencia.
Neumann consideraba que el médico no debe tratar las enfermedades, sino los enfermos, cuidando tanto el cuerpo como la mente. El diagnóstico, afirma, no equivale a poner un nombre a una enfermedad; consiste en encontrar una clave para comprender los síntomas. Además, el tratamiento específico de la enfermedad implicaba para él métodos psicológicos, y en ese sentido es parte de la tendencia «psiquista» de la psiquiatría.

## Posteridad e influencia
La psicología romántica jugó un papel decisivo en el desarrollo posterior de la psicología dinámica, aunque las ideas que surgieron de ella parecen extrañas a la luz de los métodos más recientes de la ciencia experimental. El concepto romántico de «fenómeno primordial» (Urphänomen) se encuentra tanto en la obra de Jung, bajo los términos de «arquetipo» y «animus», como en la de Freud. El «complejo de Edipo», por ejemplo, se relacionaría con estos fenómenos primordiales cuya existencia se postula para la humanidad en su conjunto y que se describe en la vida de los individuos bajo sus diferentes metamorfosis. La noción de bipolaridad, todavía utilizada hoy en día para designar los trastornos maníaco-depresivos, encuentra su origen en la psicología romántica. También son fundamentalmente románticos el concepto mismo del inconsciente, especialmente en la forma del «inconsciente colectivo» de Jung, y el interés por los sueños y los símbolos.
Destacando especialmente el vínculo entre Jung y el filósofo Schelling, el psiquiatra e historiador médico Werner Leibbrand llega incluso a afirmar que «las teorías psicológicas de CG Jung no pueden entenderse si no las relacionamos con las de Schelling». También subraya la influencia que la concepción de los mitos de Schelling ha tenido en la psiquiatría dinámica moderna. El neurólogo y psicoanalista Ernest Jones, por su parte, señala que las teorías de Freud sobre la vida mental se basan, al igual que la psicología romántica de inspiración schellingiana, en un cierto número de polaridades: el dualismo de los instintos, las polaridades sujeto-objeto, placer-displacer, activo-pasivo. Según él, «estas opiniones resaltan un carácter particular y permanente del pensamiento de Freud, su constante inclinación por las ideas dualistas».

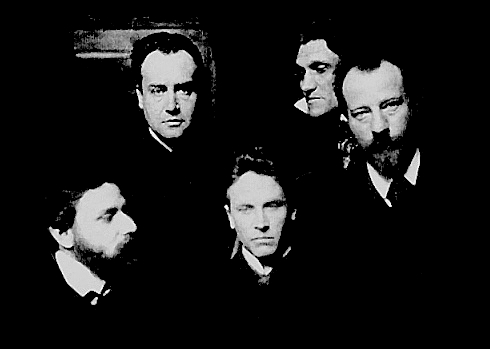
Los primeros miembros del círculo neorromántico de los Cósmicos de Múnich, fotografiado en 1900, de los cuales Ludwig Klages, abajo en el centro, era la figura principal.

Además de estos rasgos generales centrados en la visión schellingiana del hombre y la naturaleza, cada pensador romántico desarrolló su propio sistema, y algunos de ellos, como von Schubert, Troxler y Carus, anticiparon de manera notable las doctrinas de la nueva psicología dinámica. El enfoque schellingiano de la «locura» también habría inspirado ciertas teorías psicopatológicas modernas como la de Hans Selye. Pero hacia mediados del siglo XIX se tomó una nueva dirección en la ciencia, menos especulativa y más experimental. Pasó entonces a primer plano el estudio de la anatomía del cerebro, relegando al pasado el trabajo de los psicólogos románticos, que habían caído durante un tiempo en el olvido o el descrédito.
Sin embargo, a principios del siglo XX, yendo a contracorriente de los avances científicos en psicología, surgió una escuela de psicología «neorromántica» —representada principalmente por Ludwig Klages— a partir de la cual surgieron la grafología y la caracterología. Opone la inteligencia a la vida, aboga por un retorno al «ritmo natural de la vida», e interpreta la unión del alma y el cuerpo como una realización del inconsciente. Las tesis del neoromanticismo, y de Klages en particular, fueron ampliamente debatidas durante el período de entreguerras, en el contexto de la revolución conservadora alemana. En Francia, el filósofo Jacques Derrida retomó la noción de «logocentrismo».

### Obras de referencia en francés
- Friedrich Wilhelm Joseph von Schelling, De l'Âme du monde (1798), París, Rue d'Ulm, 2007.
- Armand Marie Jacques de Chastenet de Puységur, Recherches, expériences et observations physiologiques sur l'homme dans l'état du somnambulisme naturel, et dans le somnambulisme provoqué par l'acte magnétique, París, J.-G. Dentu, 1811.
- Gotthilf Heinrich von Schubert, La symbolique du rêve (1814), París, Albin Michel, 1982.
- Joseph Guislain, Traité sur les phrénopathies ou doctrine nouvelle des maladies mentales, Bruxelles, Établissement encyclopédique, 1833.
- Eduard de Hartmann, Phénoménologie de l'Inconscient (premier tome de la Philosophie de l'Inconscient), tr. fr. D. Nolen, París, librairie Germer Baillère et Cie, 1877.Texte en ligne.
- Eduard de Hartmann, Métaphysique de l'Inconscient (second tome de la Philosophie de l'Inconscient), tr. fr. D. Nolen, París, librairie Germer Baillère et Cie, 1877.Texte en ligne